# 覺羅四明
覺羅四明（1716年—1777年），字松山，號朗亭，中國清朝官員，滿洲正藍旗人。

## 生平
繙绎举人出身。授筆帖式，后升任內閣中書。乾隆十五年（1750年），担任福建汀州府同知。
十六年（1751年），担任福建福州府理事同知。
十七年（1752年），担任福建廈門海防同知；同年改福建福宁府知府。
十九年（1754年），署福建泉州府知府。
二十年（1755年），接替徐景熹任福州府知府。
二十二年（1757年），担任福建臺灣府知府。
二十六年（1761年）任福建分巡台灣道。
三十三年（1768年），任甘肅平慶道。
三十四年（1769年），担任四川嘉定府知府。